# Follebu kyrka
Follebu kyrka (norska: Follebu kirke) är en kyrka vid tätorten Follebu i Gausdals kommun i Innlandet fylke i Norge. Den är en medeltida stenkyrka. Den medeltida vita stenkyrkan, första gången omnämnd 1305, byggdes som en långkyrka omkring 1260–1300 efter ritningar av en okänd arkitekt. Kyrkan har plats för cirka 140 personer.

## Historik
De tidigaste befintliga historiska uppgifterna om kyrkan går tillbaka till år 1341, men kyrkan var inte ny det året. Kyrkan är en rektangulär gotisk struktur. Stenkyrkor i Opplandsregionen var ganska sällsynta under medeltiden, men Gausdal lät bygga två stenkyrkor på 1200-talet och båda finns kvar idag. Kyrkan är inte enorm, men väggarna är väldigt tjocka: 1,75 meter i västra väggen och cirka 1,55 meter i de andra väggarna. Detta ger en inre golvyta på cirka 14 gånger 7,65 meter. Den inre höjden vid väggen är cirka 6,4 meter. Det finns en kyrkogård runt kyrkan.
År 1686 byggdes en liten sakristia strax utanför koret. År 1868 revs den gamla sakristian och en ny, större sakristia byggdes för att ersätta den. År 1872 byggdes en kyrkveranda som huvudentré till byggnaden.

## Inventarier
Till inventarierna hör bland annat en medeltida dopfunt av täljsten, en altartavla från 1743 med ett medeltida krucifix och en predikstol från omkring 1770. Altaret och predikstolen har rik akantusornamentik skapad av Eistein Kjørn.

## Galleri

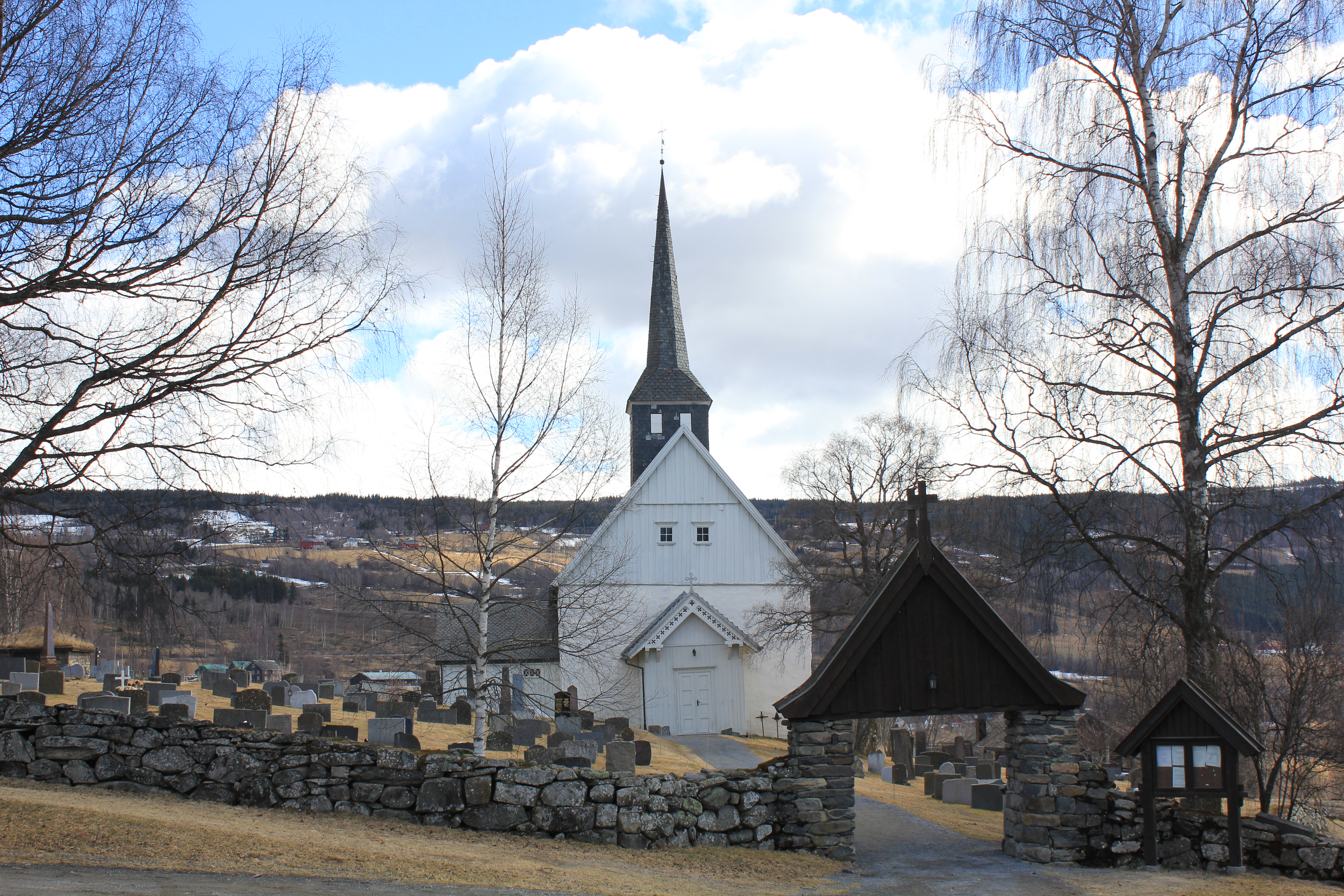
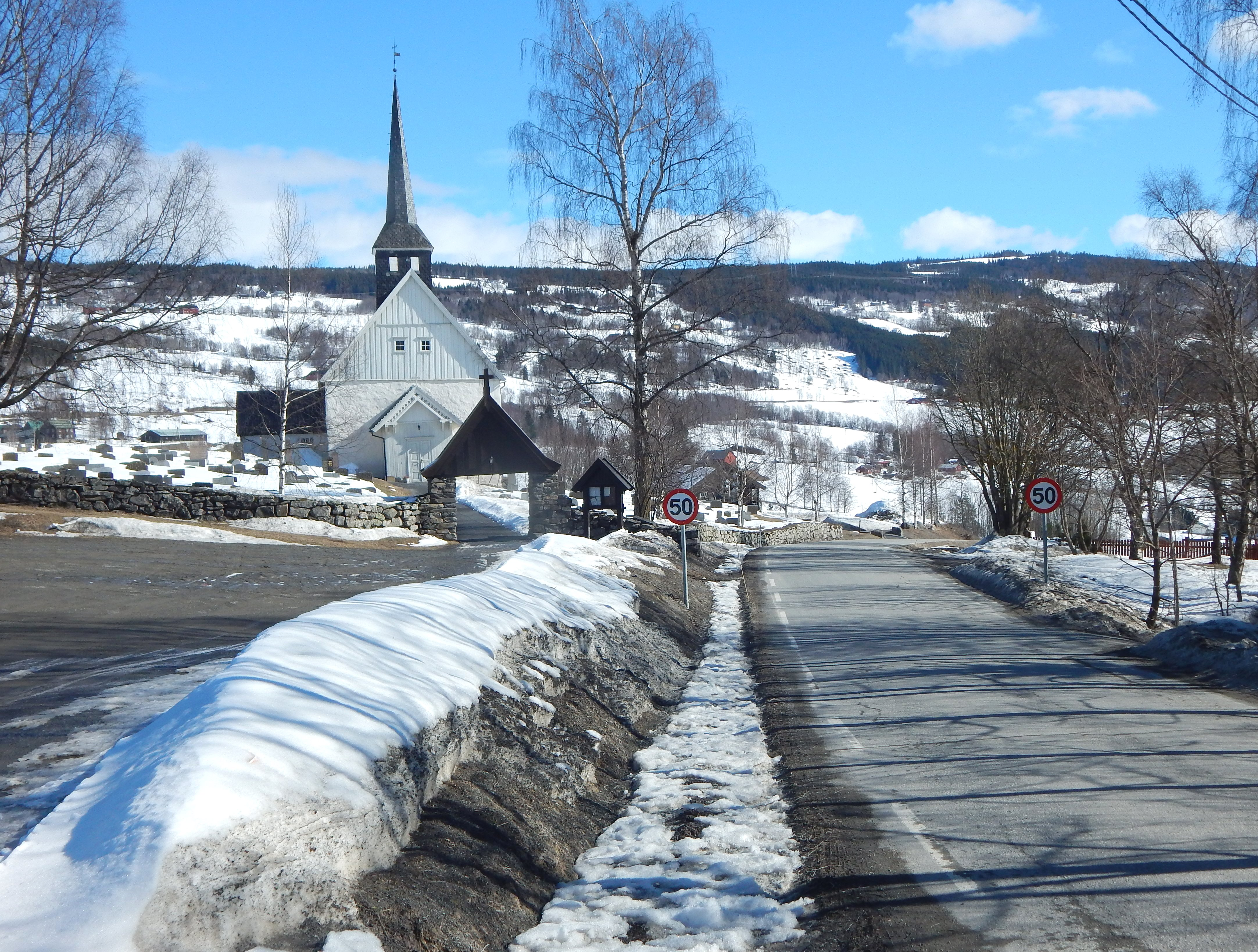
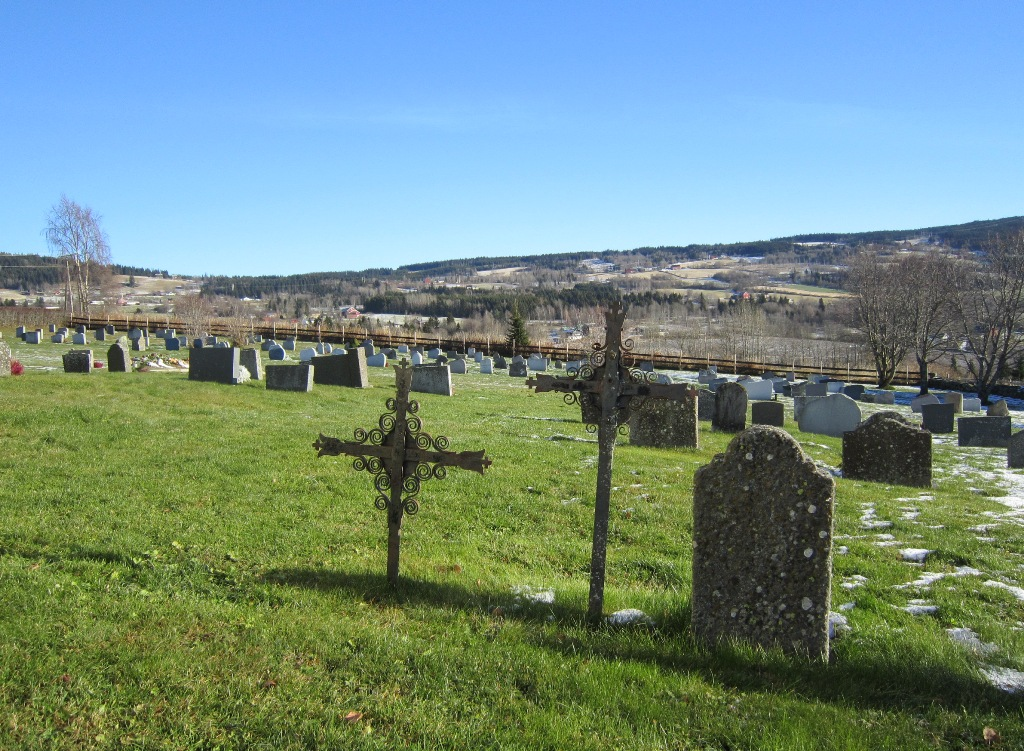
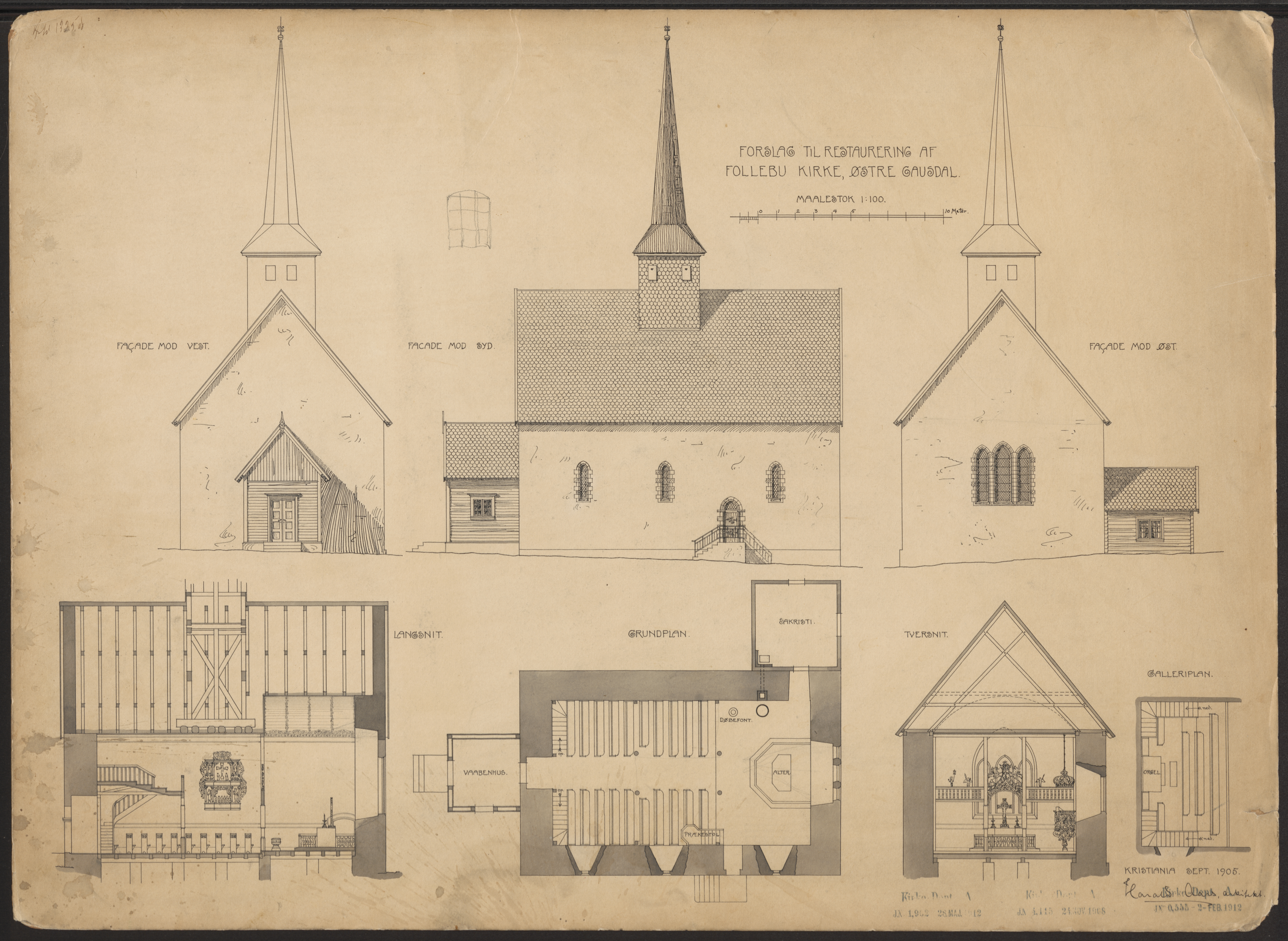
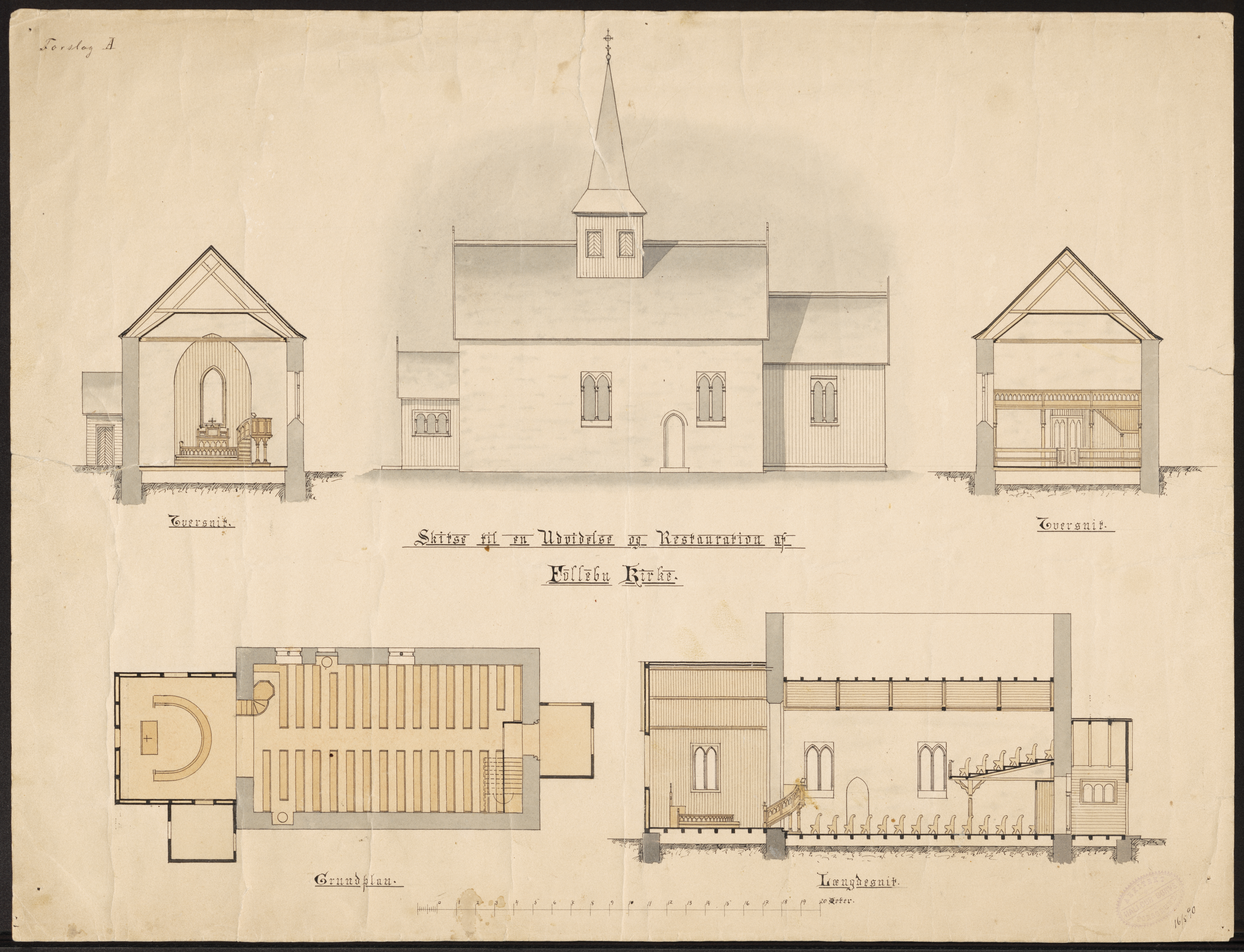

## Församlingen
Follebu socken införlivades med Gausdals kommun den 1 januari 1838 efter att Formannskapsdistriktslagen trätt i kraft. Gausdals kommun delades upp i de separata kommunerna Vestre Gausdal respektive Østre Gausdal 1879, men de återförenades till en kommun 1962. Databasen för Norske Gaardnavne Vol IV publicerad 1900 innehåller gårdsnummer 1–32 för Follebu socken i Østre Gausdals kommun. Matrikelutkastet för 1950 listar gårdsnummer 119–150 för Gausdals kommun eftersom alla gårdsnummer i Østre Gausdals kommun höjdes med 118 för att eliminera dubbelarbete med Vestre Gausdals kommuns gårdsnummer när de två kommunerna återförenades.
Sockenböckerna börjar 1693 för Gausdal Prestegjeld (Gausdals pastorat) och 1846 för Østre Gausdal Prestegjeld (Østre Gausdals pastorat) i Digitalarkivet.